# طيبة القريشي
طيبة سليم عبد المجيد القريشي هي لاعبة كرة قدم عراقية وُلدت في 13 يناير 1996، وتخصصت في كرة قدم الصالات، وتلعب في مركز خط الوسط في صفوق نادي الزوراء العراقي.

## مسيرتها الرياضية
ولدت طيبة القريشي في العراق في 13 يناير 1996، وبدأت تمارس لعبة كرة القدم في سن مبكرة، وانضمت إلى صفوف فريق كرة القدم النسائية في نادي الزوراء العراقي، ثم انضمت للمنتخب العراقي لكرة القدم للسيدات، وشاركت مع المنتخب العراقي لكرة القدم النسائية في عام 2017 في ثلاث مباريات في التصفيات المؤهلة لكأس آسيا لكرة القدم للسيدات لعام 2018، ثُم شاركت مع المنتخب في بطولة اتحاد غرب آسيا لكرة الصالات للسيدات عام 2022، وسجلت هدفا في نصف النهائي أمام منتخب الكويت لكرة القدم النسائية مما ساعد منتخب العراق لكرة القدم النسائية على الوصول إلى الدور النهائي في البطولة والفوز باللقب لأول مرة في تاريخه بعد التغلب على منتخب السعودية للسيدات بنتيجة 4-2. توجت طيبة القريشي مع المنتخب العراقي لكرة القدم النسائية بعدة ألقاب على مستوى كرة القدم وكرة قدم الصالات،